# Scutiger sikimmensis
Scutiger sikimmensis är en groddjursart som först beskrevs av Edward Blyth 1855.  Scutiger sikimmensis ingår i släktet Scutiger och familjen Megophryidae. IUCN kategoriserar arten globalt som livskraftig. Inga underarter finns listade i Catalogue of Life.